# یلیزاوتا یاخنو
یلیزاوتا یاخنو (اوکراینی: Єлизавета Сергіївна Яхно؛ زادهٔ ۴ ژوئن ۱۹۹۸) شناگر موزون اهل اوکراین است.
وی در مسابقات کشوری و بین‌المللی در مجموع برندهٔ ۵ مدال طلا، ۷ مدال نقره، ۱۱ مدال برنز شده‌است.